# Mikhail Akimov
Pour les articles homonymes, voir Akimov.
Ne doit pas être confondu avec Mikhaïl Akimov.
Mikhail Akimov, né le 17 avril 1992 à Omsk, est un coureur cycliste russe.

## Palmarès
- 2010
  - 2e étape du Giro di Basilicata
  - 2e du Trofeo Buffoni
  - 2e du championnat de Russie sur route juniors
  - 3e du Trophée de la ville de Loano
- 2012
  - 3e du championnat de Russie sur route espoirs
  - 3e du championnat de Russie du contre-la-montre espoirs

## Classements mondiaux
| Année           | 2014  |
| --------------- | ----- |
| UCI Europe Tour | 1093e |